# Iglesia de Santa María (Wamba)
La iglesia de Santa María es un templo católico ubicado en la localidad de Wamba (provincia de Valladolid, Castilla y León, España).
La iglesia es románica, del siglo XII, pero el crucero junto con las capillas de la cabecera son de época mozárabe del siglo X. Está formada por tres naves y las capillas de Doña Urraca y del Osario, que recibe este nombre porque está decorada con cráneos y huesos humanos.
En 1931, la iglesia fue declarada Monumento histórico-artístico,
por lo que es  Bien de Interés Cultural con categoría de  Monumento.

## Historia

### Fundación

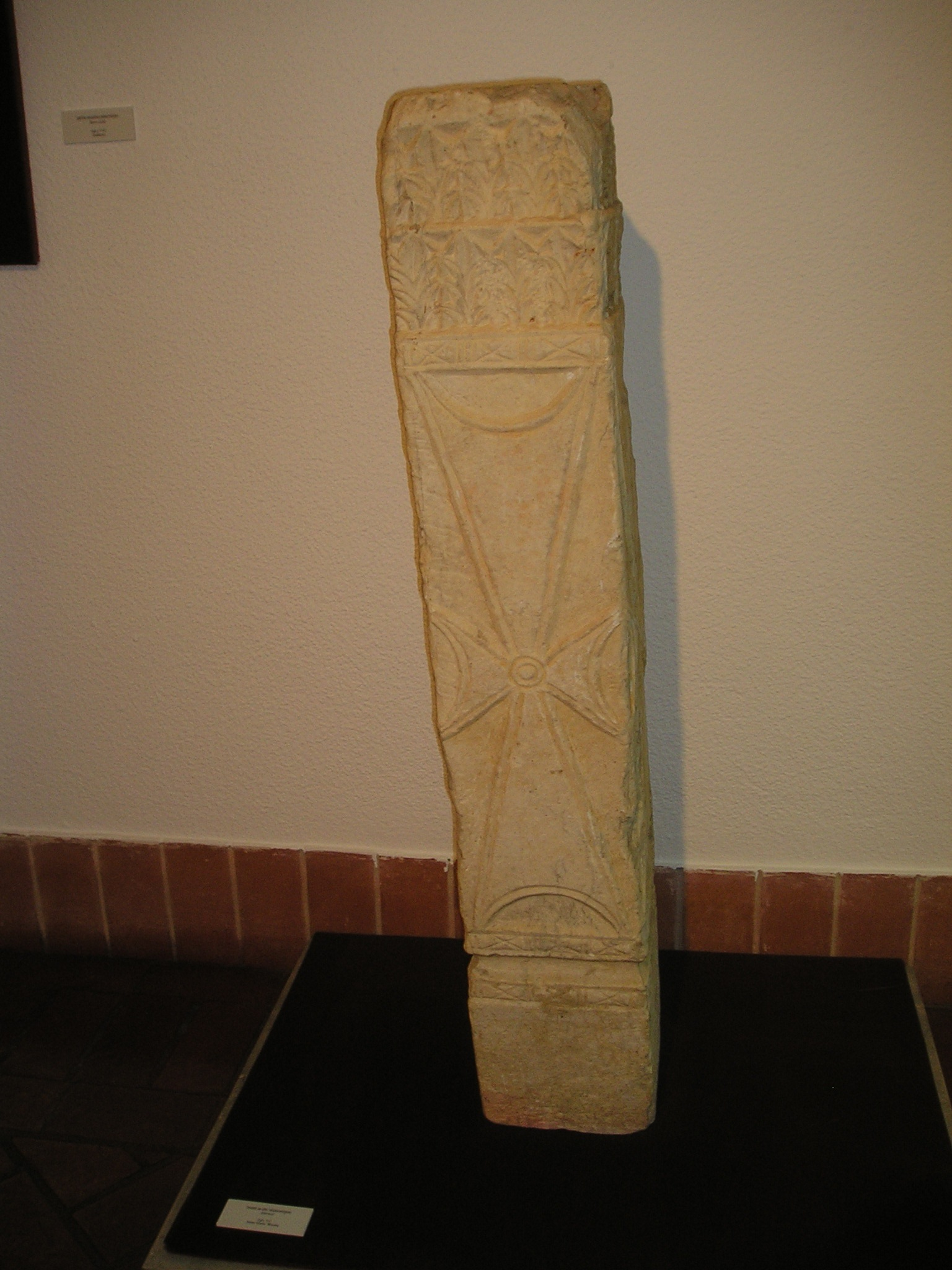
Pilastra visigoda depositada en el Museo de Valladolid procedente de Wamba, resto de la primitiva iglesia visigoda de la localidad

En el lugar de la actual iglesia pudo existir una anterior, visigoda, a juzgar por algún resto decorativo conservado en el Museo de Valladolid.
Parece probable que durante la repoblación de esta zona se reconstruyera la iglesia allí existente desde los tiempos de Recesvinto, que falleció y fue enterrado aquí tras la elección del rey Wamba en Gérticos. Por sus características, debió ser la primera iglesia mozárabe de la zona y posiblemente, a diferencia de otros lugares próximos, como San Cebrián de Mazote, Wamba fuera repoblada por gentes que provenían del norte, ya que se trata de un edificio mucho más próximo a las influencias visigodas y con fórmulas muy utilizadas por los constructores asturianos, como por ejemplo la decoración de los capiteles con motivos figurativos y decoración vegetal cuya talla era a bisel y como fueron concebidos los vanos, así como la configuración del atrio en la planta con un ábside central y dos capillas laterales. La influencia visigoda podemos encontrarla en la división de las naves por el uso de pilastras con columnillas adosadas como soporte de la nave central.
Los documentos existentes ofrecen poca seguridad sobre el origen de la iglesia. Frunimii, obispo de León hasta 928, en que dimite del cargo, parece ser el mismo Frunimius que funda el monasterio de Santa María de Wamba y que desde 928 hasta 948 se llama obispo de Wamba. Este Frunimius gobierna el monasterio con la ayuda del diácono Nuño, quien le sucede y aparece como abad en los años 945 y 951. Por las características estilísticas, la datación del templo alrededor de 928 es perfectamente plausible.
El conjunto, asentado sobre otra iglesia anterior,
está formado por un pequeño monasterio y una iglesia de repoblación muy compartimentada, con traza de influencia astur
y planta en forma de cruz inscrita en un cuadrilátero.

### SiglosXIIyXIII

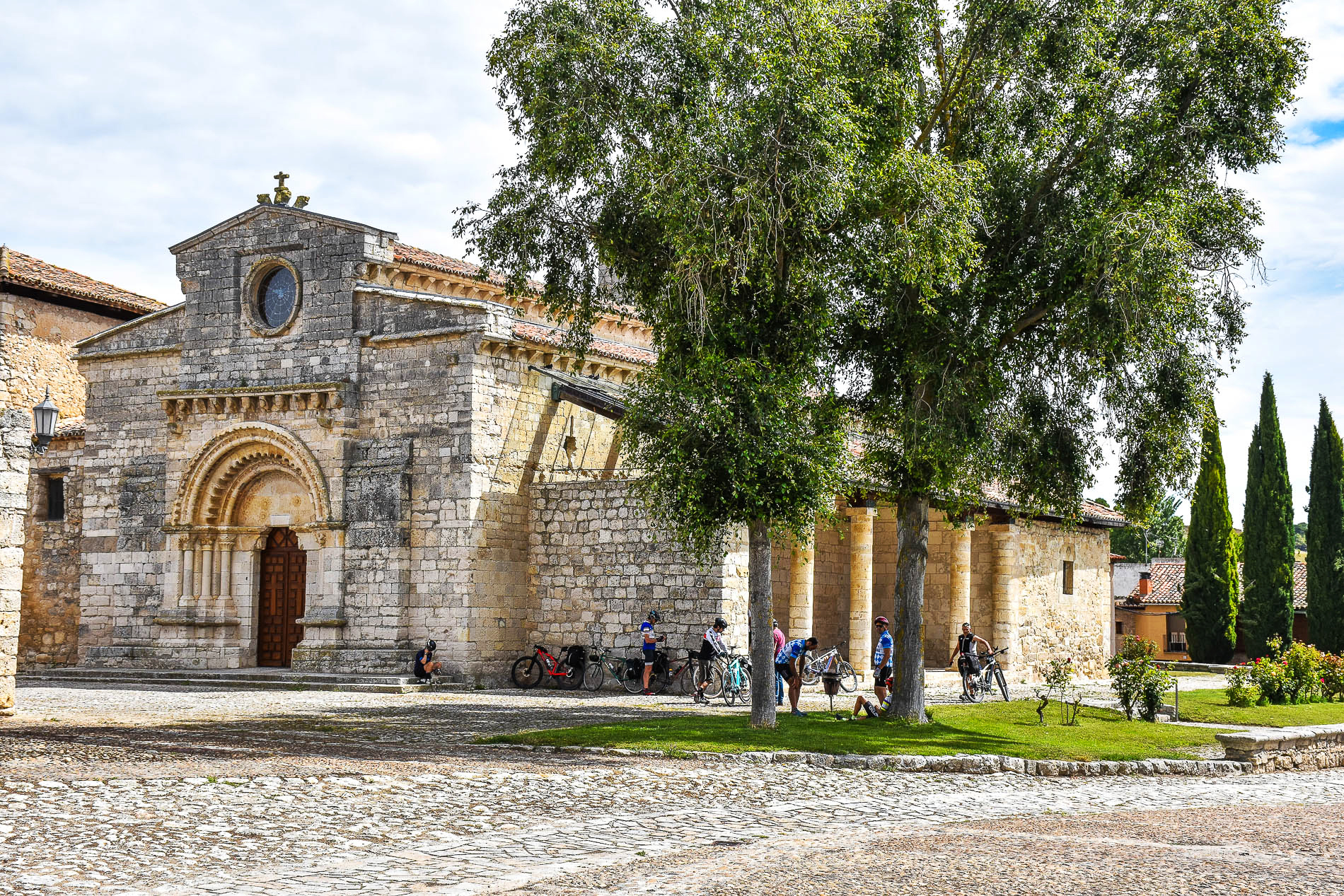
Exterior

Desde la mitad del siglo X hasta el XII, el monasterio desaparece de la documentación, parece que por una rápida decadencia de la abadía. Sólo reaparece en el siglo XII, cuando la infanta Sancha Raimúndez, hermana de Alfonso VII, el 10 de junio de 1140, dona el monasterio y sus posesiones a la orden de San Juan de Jerusalén.
En el siglo XII, la orden de San Juan funda en el lugar un hospital de peregrinos. En esa época, construye el claustro, rodeándolo con algunas edificaciones, y levanta el campanario sobre el crucero del templo.
En el siglo XIII se construyó el tramo occidental de la Iglesia y se reformó la nave, conservando la cabecera y el transepto del antiguo templo y se creó una esbelta sala tardorrománica a los pies de la iglesia, integrada perfectamente con el espacio prerrománico.

### SiglosXIIIalXVIII
Del siglo XIII al XVIII el monasterio va creciendo. En el siglo XVIII, la transformación de la Orden de San Juan de Jerusalén en la de Orden de Malta, incrementa la pujanza de la Encomienda de Wamba. Se adosan al sur de la iglesia un atrio y una sacristía, se abren nuevos ventanales, dotados de vitrales, y se instala un coro alto a los pies del templo.

### SiglosXIXyXX

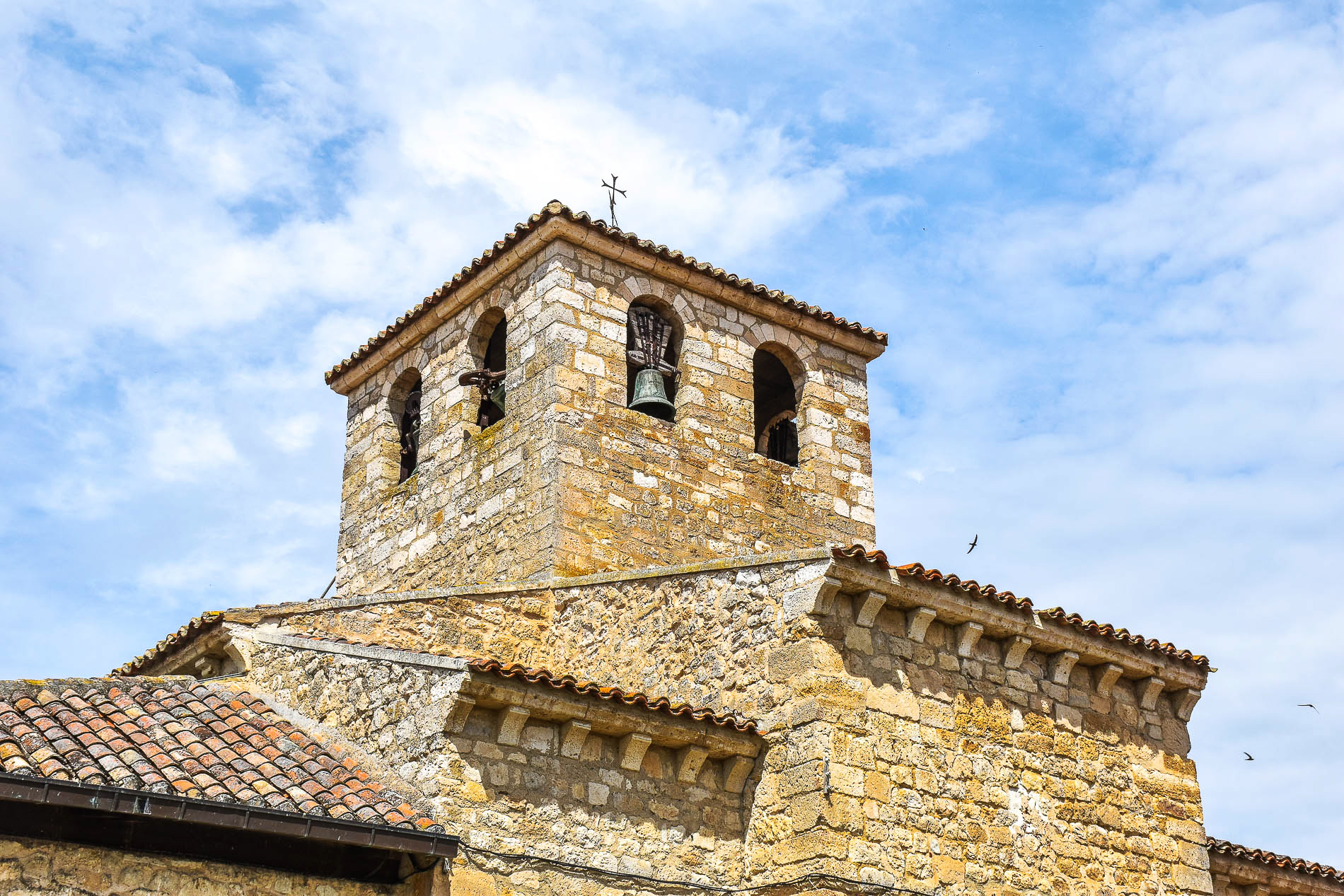
Detalle del campanario

Con la exclaustración del siglo XIX el monasterio se deteriora rápidamente. Sólo la iglesia, al mantener el culto, logra conservar su integridad, pero el deterioro le afecta también, con abundantes humedades. En este periodo se entarima el suelo y se ciegan los ventanales.
A mediados del siglo todavía existía adosado al templo el palacio residencia de los administradores de la orden de San Juan.
Durante el siglo XX se llevan a cabo diversas actuaciones de consolidación y restauración: refuerzo de los pilares que soportan las entradas a los ábsides, cimentación del crucero, limpieza y restauración de la portada occidental, sustitución del campanario por otro más ligero y renovación de las cubiertas, excepto la de la sacristía.

### Restauración
La última intervención en el conjunto, iglesia y monasterio, es una tarea interdisciplinar, con un cuidadoso estudio histórico, arqueológico y arquitectónico previo, que posibilita la restauración y adecuación del conjunto entre 1988 y 1991.
- En la iglesia, se consolidan los pilares, se rebaja el suelo hasta los niveles prerrománico y románico y se repone el pavimento, se elimina el techo de escayola y se rehace la cubierta de la sacristía, se consolida la bóveda de la sala adosada al norte del transepto, se coloca una nueva cubierta en el atrio y se restaura el patrimonio mueble y la decoración mural.
- En el monasterio, se restaura y se rehace el claustro con elementos modernos que se integran en el conjunto: se restaura el ala oeste, con una nueva cubierta y adecuando el osario, y se edifica un pabellón en el ala este, para preservar los hallazgos arqueológicos y los cimientos originales.

## Descripción

### Estructura

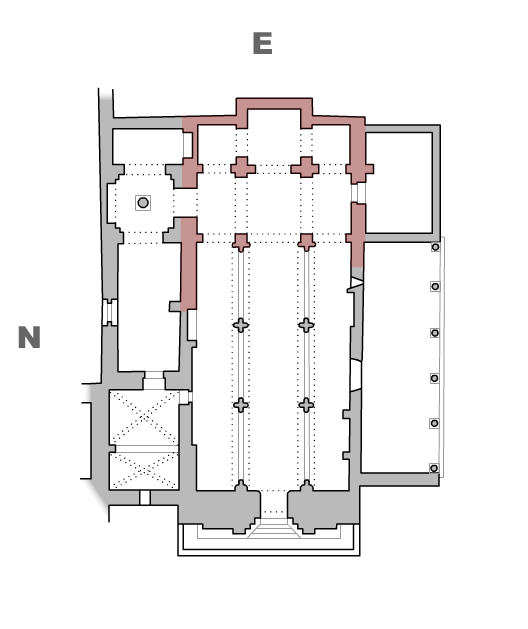
Planta

Se trata de una iglesia de planta basilical de tres naves, la central más ancha y más alta, con tres tramos, crucero y tres ábsides cuadrados. Adosadas al lado del Evangelio hay dos salas, de las cuales la situada a los pies corresponde al baptisterio. Adosadas al lado de la Epístola están la sacristía y el atrio.
En su construcción se observan varios tipos de fábrica: la parte tardorrománica está compuesta de hiladas de sillares, mientras que la parte prerrománica está construida con ladrillos y mampostería de piedra.
Hoy en día se conservan únicamente la cabecera y el primer tramo de las naves originales, separado por pilastras, pero se desconoce el remate del edificio en su extremo oeste, ocupado por la obra románica.

### Cabecera

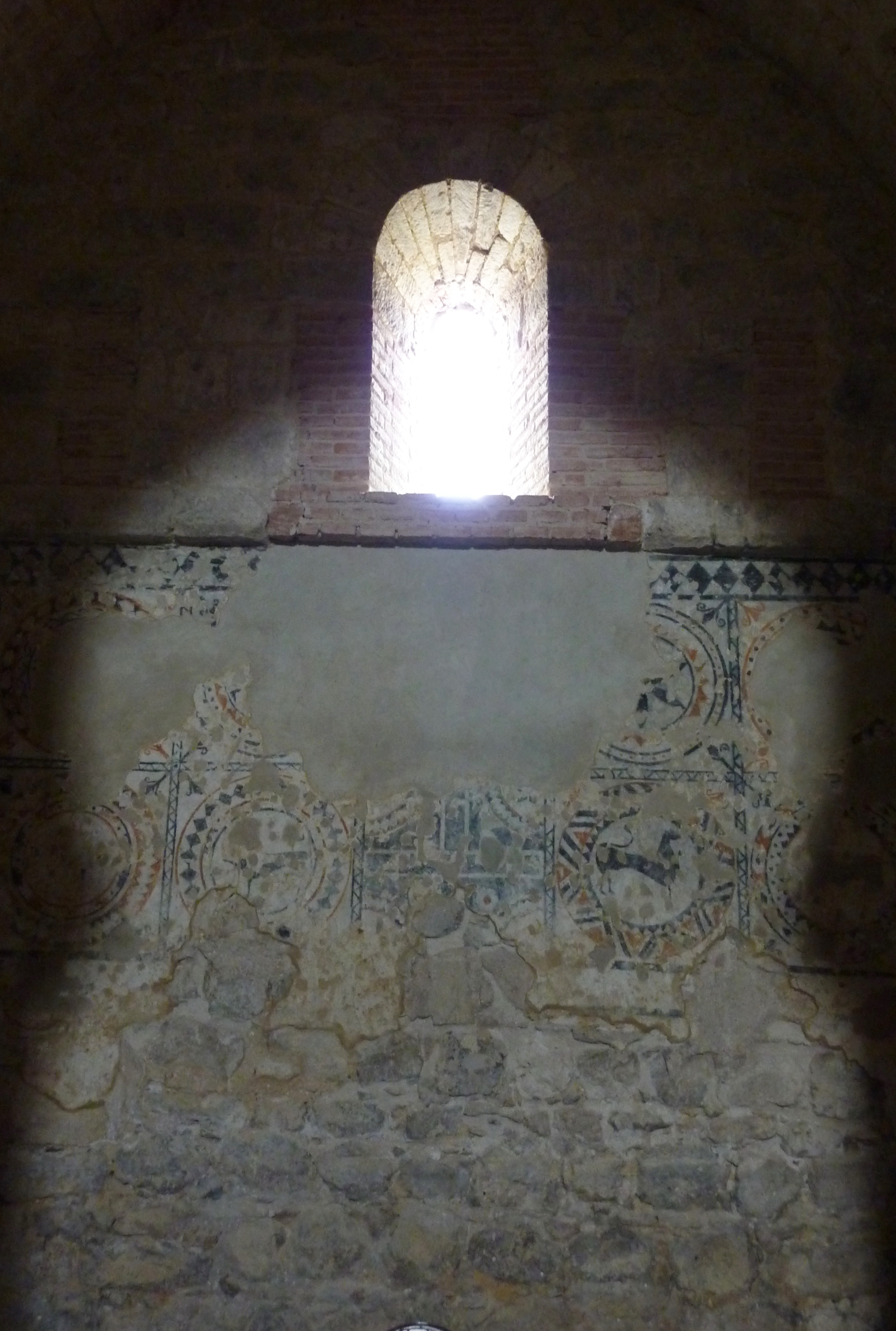
Pintura mural en el ábside central

De la iglesia mozárabe sólo se conserva la cabecera triple, el primer tramo de las naves y el muro norte completo, mientras que el resto fue sustituido y ampliado a finales del siglo XII, en que Santa María de Wamba pasó a depender de los Caballeros Hospitalarios de la Orden de San Juan de Jerusalén.
Su forma era la de un rectángulo de 18 metros de largo por 12 de ancho, dividido en nueve zonas mediante arcos de herradura sobre pilares, al que se adosa una cabecera, de la misma anchura que el resto de la iglesia, formada por tres ábsides rectangulares, sobresaliendo en el testero el central, que es de mayor tamaño que los laterales. A diferencia de San Cebrián de Mazote, la forma interior de los tres ábsides es rectangular.
Los tres ábsides y el transepto, de época prerrománica, se comunican mediante arcos de herradura empotrados directamente en los muros. Están cubiertos con bóvedas de cañón en sección de arco de herradura, que siguen el eje de las naves, con bóvedas más elevadas en el crucero y en el ábside central.
El ábside central y el crucero tienen una planta cuadrada de 11 pies mozárabes (1 pie = 0,33 m), con muros de 2 pies de espesor. Los ábsides laterales y los extremos del transepto son rectángulos de 11 x 11/√2 pies.
Las tres capillas están construidas con ladrillo, sillar irregular y mampuesto. En cada una se abre un arco de medio punto y abocinado, realizado en ladrillo.
La capilla mayor contiene restos de pintura mural del siglo X, de estilo mozárabe.
Se trata de una composición en cuadrícula, enmarcada por una decoración en rombos, donde en cada cuadrado se inscribe un círculo, que contiene temas geométricos o cuadrúpedos. Es una composición típica del arte visigodo, de origen oriental, que imita los paños orientales que se colgaban en los muros, decorados con una riquísima iconografía. Este mural indica una tendencia anicónica, que evita representaciones figuradas de la divinidad, propia de ciertos ambientes de la élite monástica de la época.

### Naves

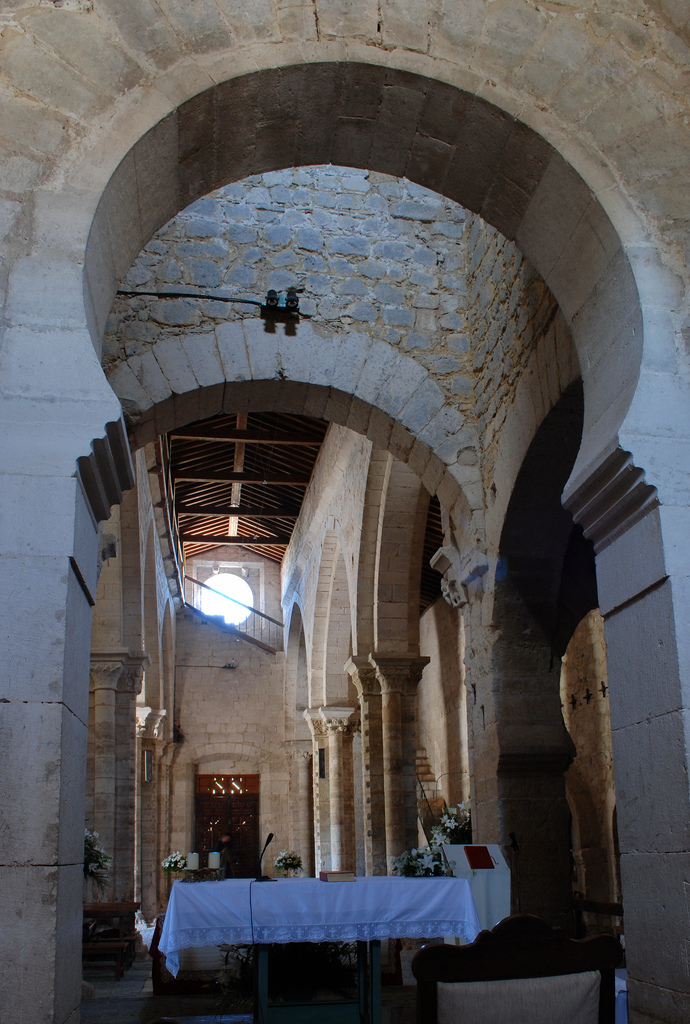
Interior

Las tres naves, con tres ábsides de testero recto al interior y al exterior, de época tardorrománica, son de tres tramos. Se separan por arcos formeros apuntados, sustentados por pilares de sección rectangular, con las esquinas achaflanadas y decorados con botones estriados. Los pilares presentan restos de policromía, predominando los tonos ocres y rojos. Cada pilar lleva dos columnas adosadas casi exentas.
Los capiteles de estas columnas se decoran con temas vegetales, animalísticos e historiados.
Las naves se cubren con una techumbre de madera, que descansa directamente sobre ménsulas sencillas. A los pies del edificio existió un coro, eliminado posteriormente.
En los muros de las naves se abren huecos de medio punto y abocinados, uno en el lado norte y cuatro en el sur.

### Baptisterio
La parte de la iglesia reconstruida por los Caballeros Hospitalarios en el siglo XII es de estilo cisterciense. En su muro del evangelio se abre una puerta, que da acceso al baptisterio. Es una antigua capilla, cubierta por bóveda de crucería del siglo XIII, que se apoya sobre ménsulas.

### Capilla de Doña Urraca

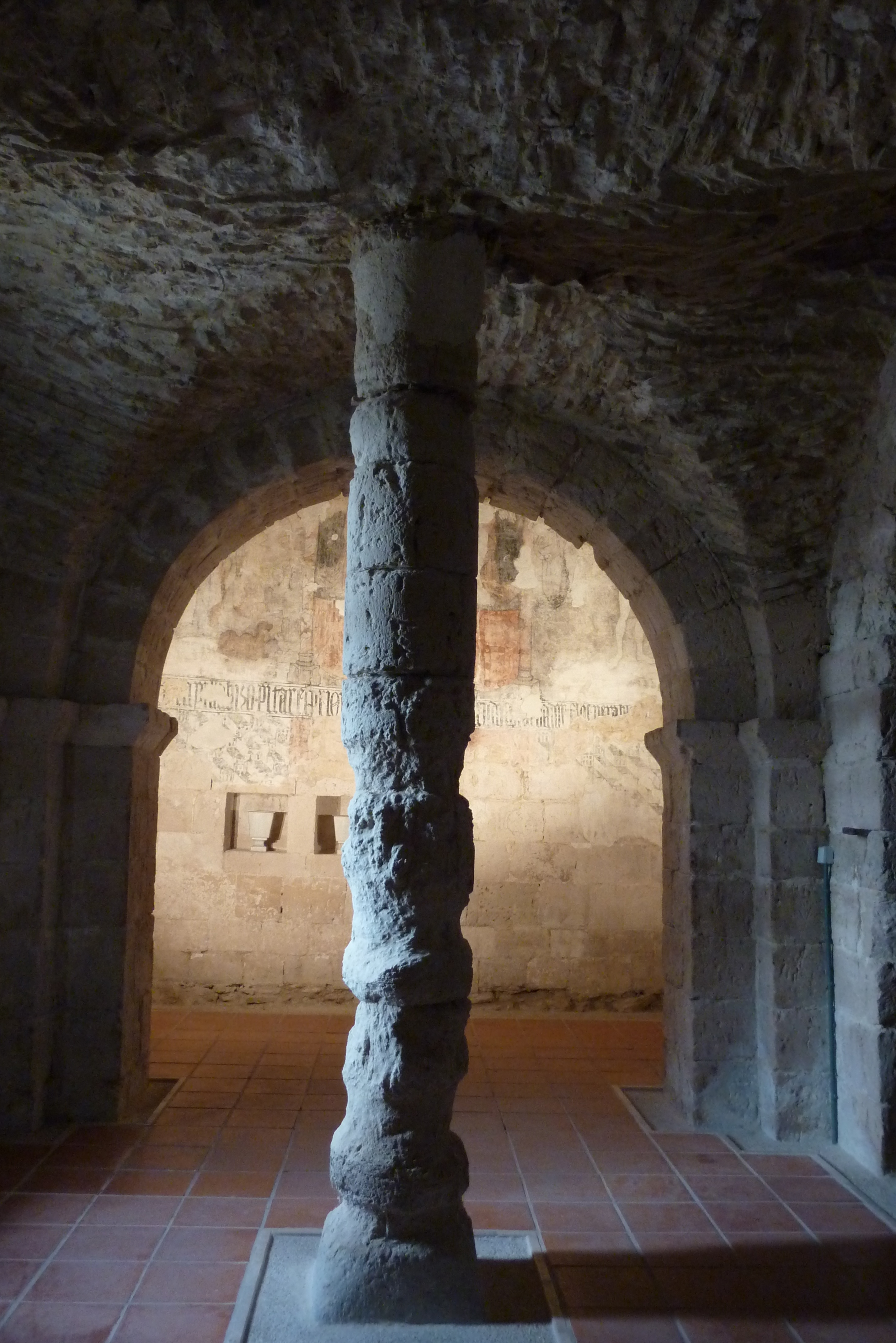
Capilla de Doña Urraca

La sala contigua al baptisterio, de época posterior, se conoce como capilla de Doña Urraca. Esta estancia, que formaba parte ya del claustro, se comunica con el transepto por su parte norte y antes pudo ser la sacristía. Está cubierta con bóveda de arista, sustentada por un pilar central bastante deteriorado, y contiene varias pinturas y esculturas de diferentes periodos.
En la iglesia de Santa María fue sepultada la reina Urraca de Portugal, esposa del rey Fernando II de León y madre del rey Alfonso IX de León, que había ingresado como freira en la Orden de San Juan de Jerusalén.
En la llamada capilla de la Reina se halla colocado un epitafio, posterior a la defunción de la reina Urraca de Portugal, en el que se relata que dicha reina, hija de Alfonso I de Portugal y de su esposa Mafalda de Saboya, recibió sepultura en dicha iglesia.

### Fachadas

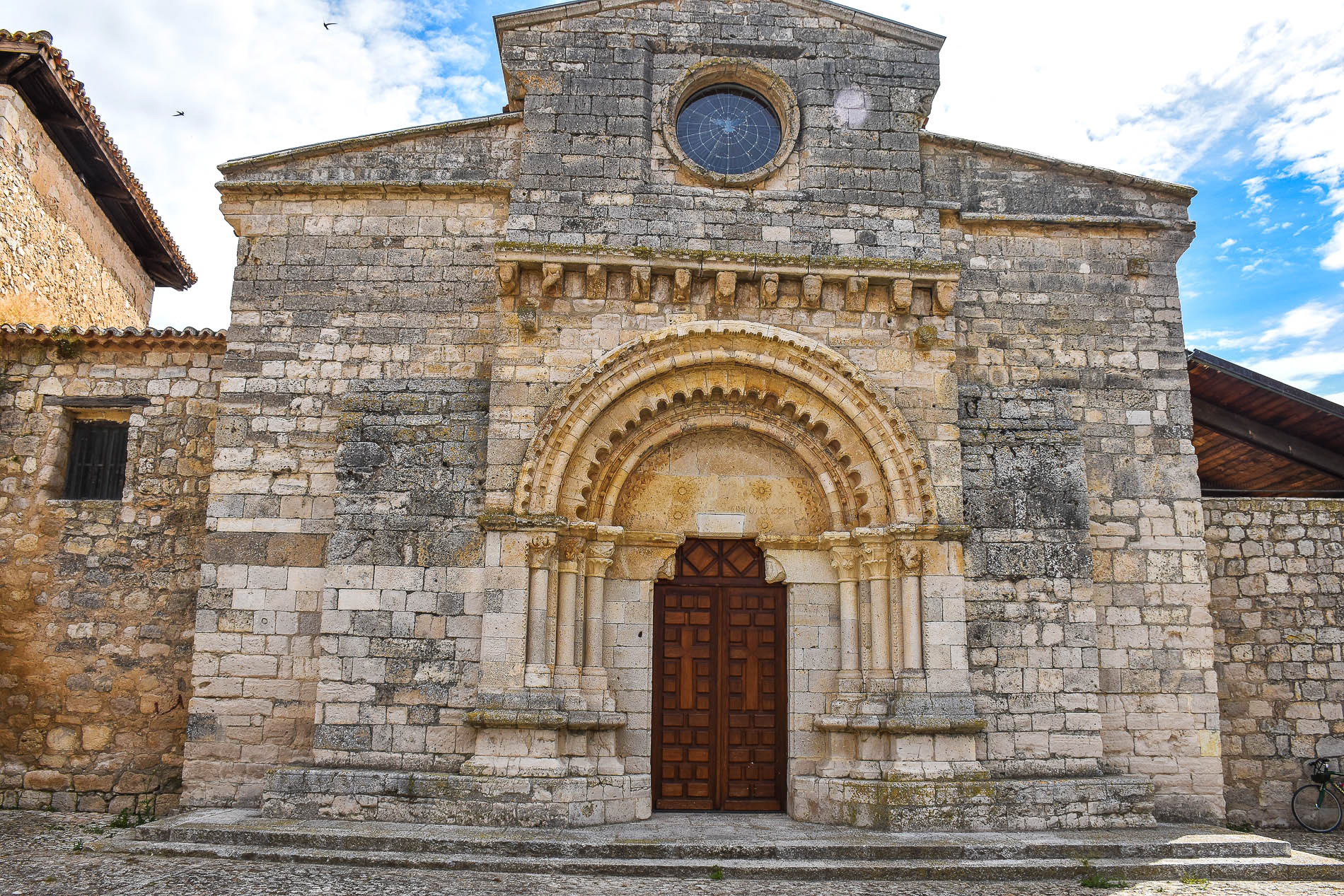
Portada románica

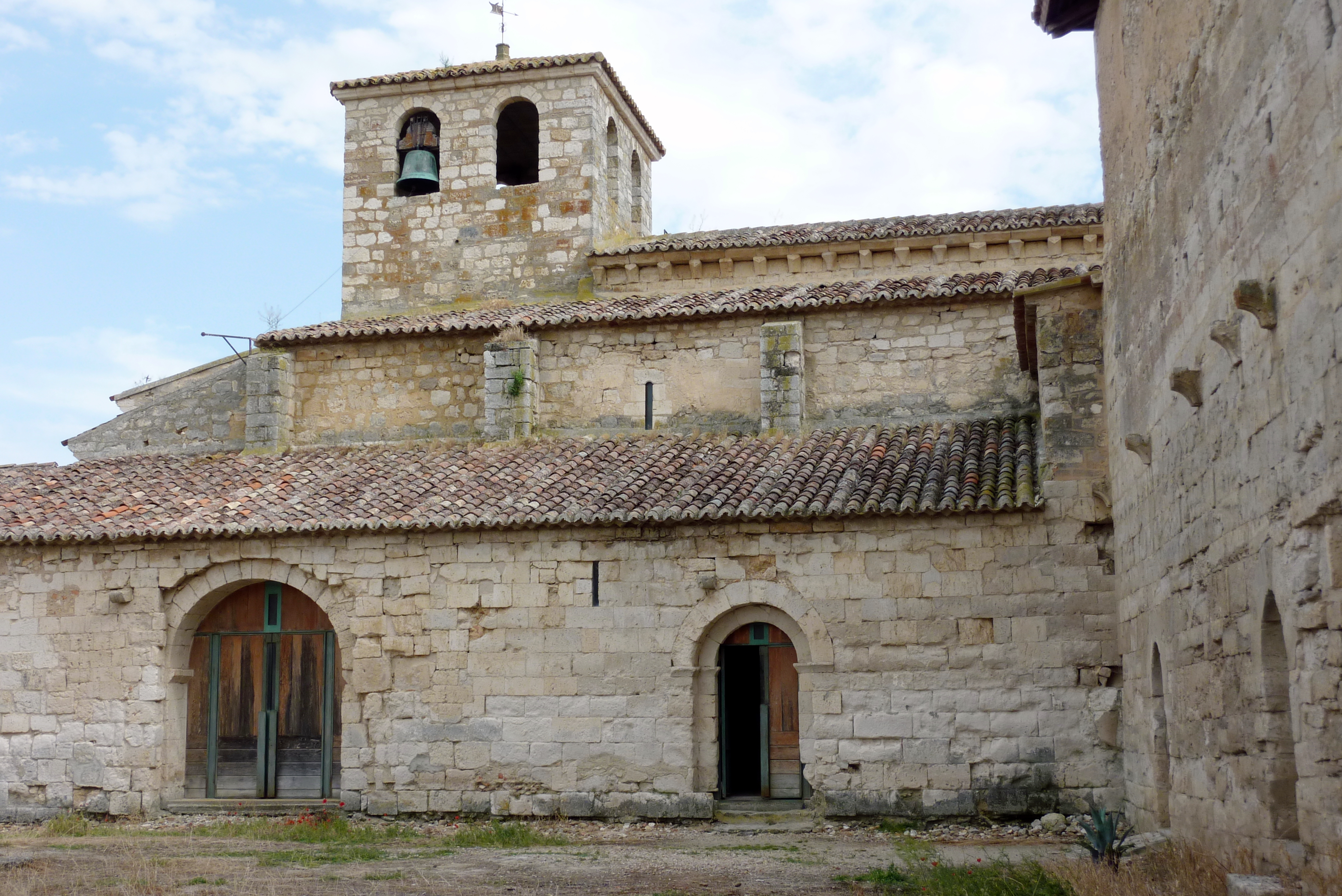
Fachada norte del templo y ala lateral del antiguo claustro, donde se encuentra el osario. Se aprecia también la torre campanario

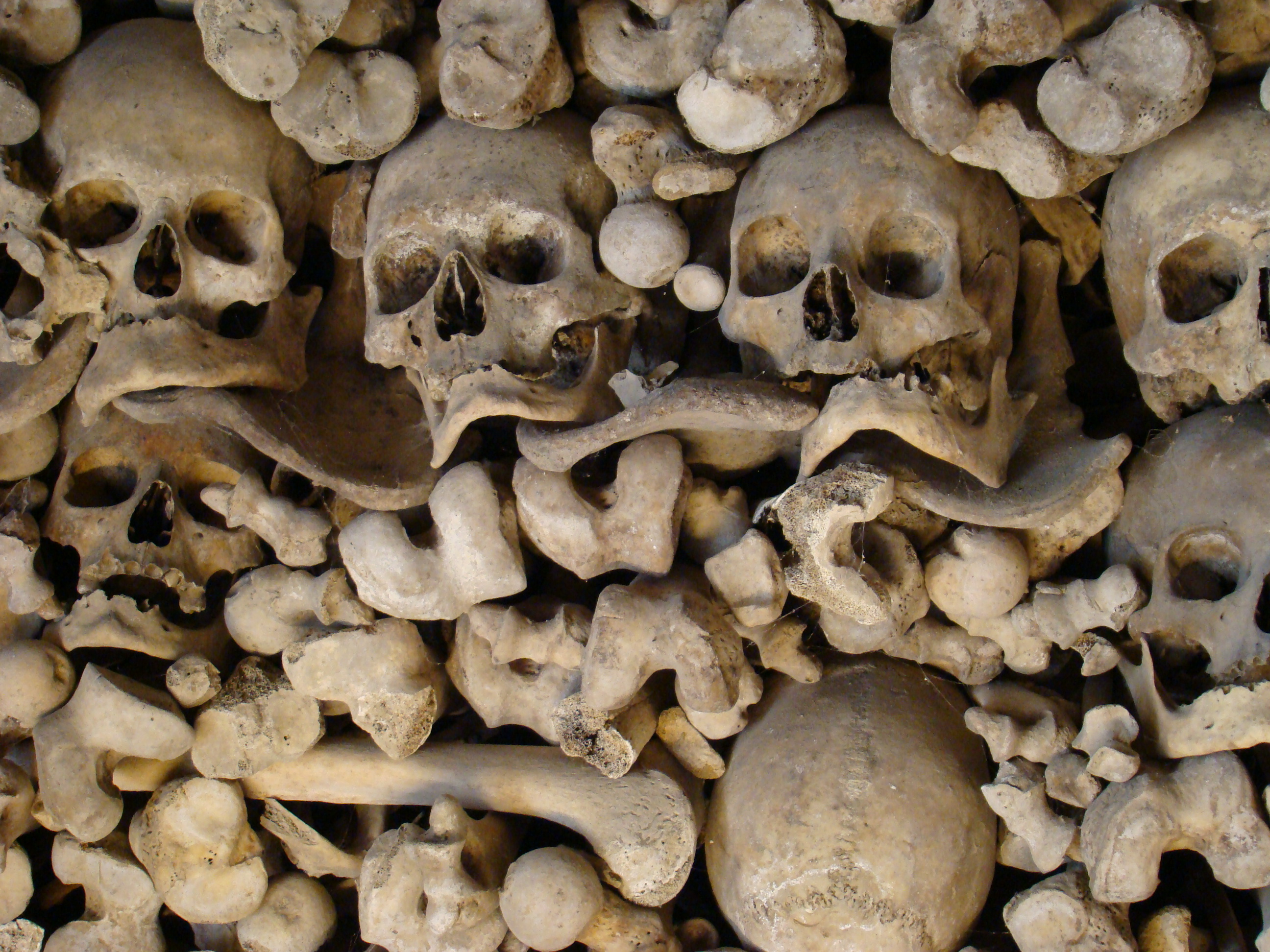
Osario con esqueletos desde el siglo al

La fachada occidental, a los pies del templo, presenta un lienzo cuadrangular de sillería, con un remate donde se ven las cubiertas de las tres naves. En el centro se abre una portada formada por un tímpano y tres arcos de medio punto, abocinados, con arquivoltas decoradas con motivos geométricos y la intermedia polilobulada. Surgen de seis columnas de fuste cilíndrico con capiteles y todo está protegido por un guardapolvo con pequeñas incisiones en forma de lóbulos. Por encima, protegiendo el ingreso, un vuelo con tejas soportado por once canecillos. Más arriba, un óculo centrado en un rebaje cuadrado de la fachada.
Esta fachada presenta una rica escultura monumental en la portada y en los canecillos del voladizo superior. En la portada, presentan decoración escultórica los capiteles, con motivos vegetales y temas animalísticos (dos salamandras enroscadas, dos pavos afrontados bebiendo una copa de vino). En la parte superior de la apertura, dos ménsulas, que ejercen de dintel para soportar el tímpano, representan dos caras barbudas mordiéndose la punta de la barba. En el tímpano, una faja de florones de ocho pétalos con perlitas en los nervios siguiendo la arquivolta, otros de once pétalos con los nervios resaltados, decorando, dos y dos, el resto del tímpano, y un escudo circular con una flor de cuatro pétalos en forma de cruz, en el centro, en la parte superior. El tímpano lleva la inscripción ERA MCCXXXIII (año 1195) precedida por una clave de sol.
Los canecillos representan cabezas de animales y personas sacando la lengua en actitud burlesca.
Esta portada principal fue tapiada, utilizándose como ingreso al templo la puerta bajo el atrio, hasta que en una de las restauraciones del siglo XX se restaura y se vuelve a abrir.
En la fachada norte, donde antes se encontraba el claustro, hay una puerta sencilla, de medio punto, con dovelas e imposta.
En el exterior, la cabecera este muestra que el ábside central es más alto y más largo que los laterales. Dicha cabecera va recorrida por una cornisa con canecillos sin decoración.
La fachada sur, toda de sillares, presenta una puerta sencilla, apuntada con dovelas.
Está cubierta por un pórtico de época posterior, sostenido por columnas muy sencillas. La cubierta se instaló en la última restauración. Al lado del pórtico, a la altura del crucero, hay una estancia de época posterior, que hace las veces de sacristía.

### Torre
Sobre el crucero se levanta la torre campanario. Tiene planta cuadrada, con un cuerpo, ventanas dobles en cada frente, donde se ubican las campanas, y cubierta piramidal.
Se accedía a ella por una escalera situada en el interior de la nave, al lado del evangelio, que llega a un ándito, situado en el lado de la epístola, por el cual se comunica con el campanario. Actualmente se accede a ella por el exterior.

### Osario
Al norte de la iglesia, en el lugar donde estuvo el claustro del monasterio, se halla un gran patio. A él se abren varias dependencias, como el baptisterio, la capilla de Doña Urraca y el osario.
En el osario se conservan más de 3000 calaveras de monjes, parte de los esqueletos depositados a lo largo de los siglos XIII al XVIII. En una de sus paredes se puede leer el siguiente epitafio:

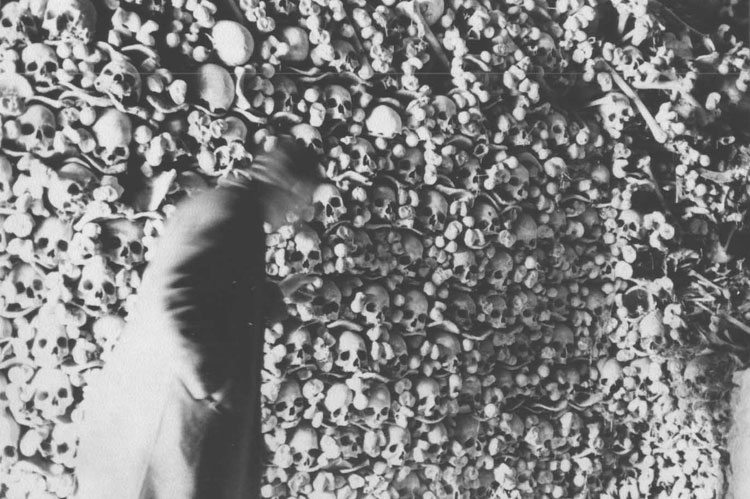
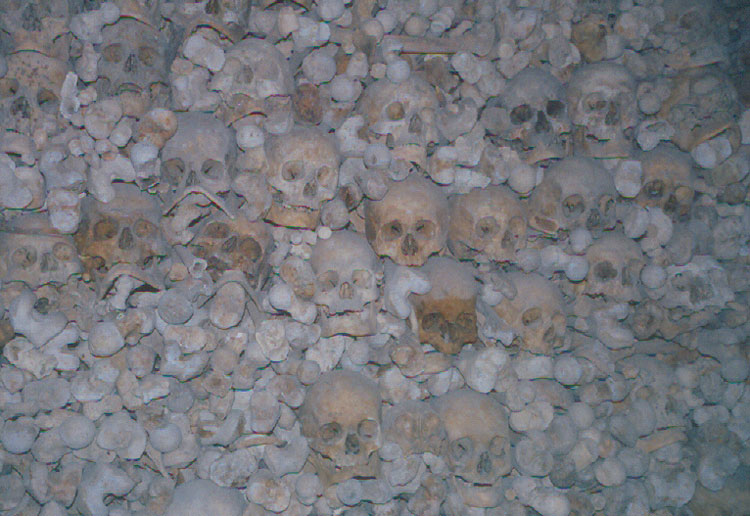
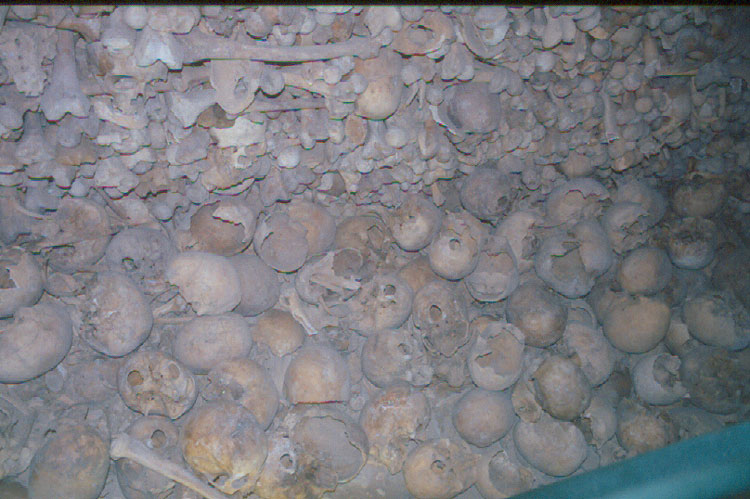
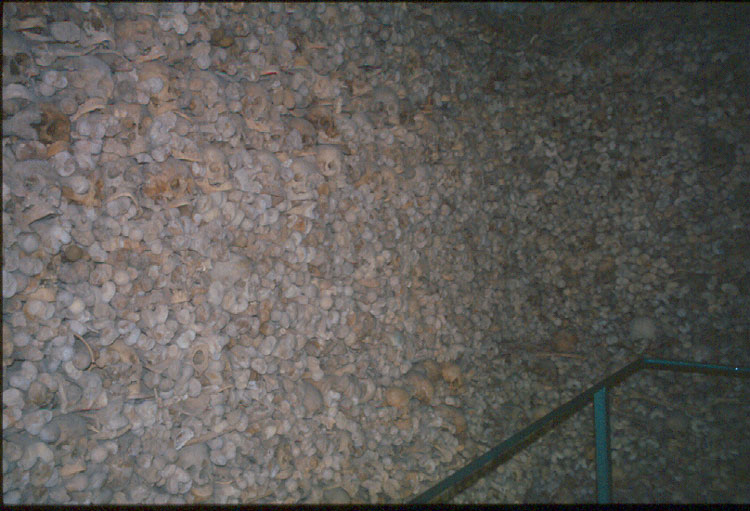
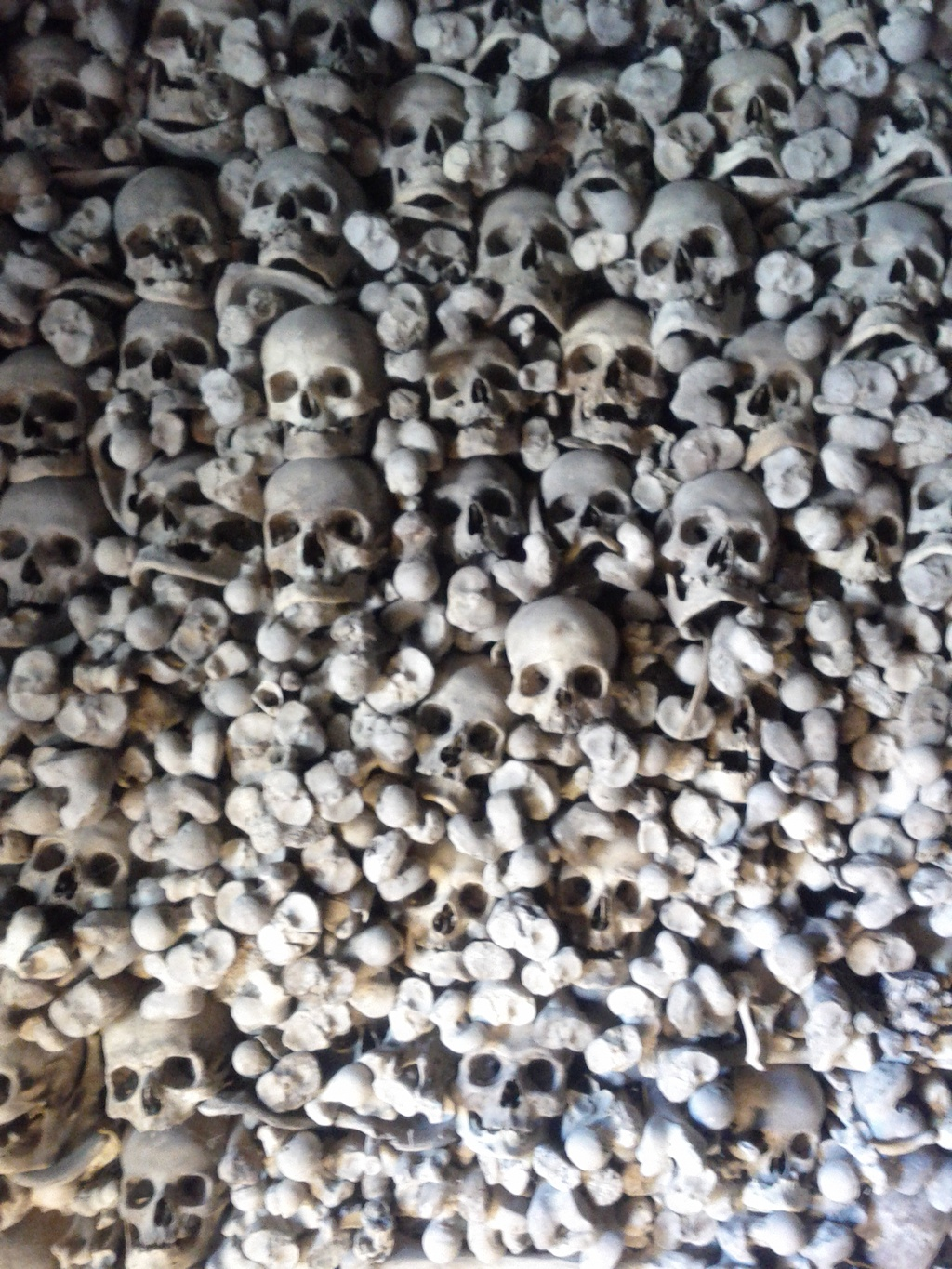

Como te ves, yo me ví. Como me ves, te verás. Todo acaba en esto aquí. Piénsalo y no pecarás.

Galería del osario